# Zarudzie (hromada Zbaraż)
Zarudzie (ukr. Заруддя) – wieś w rejonie tarnopolskim obwodu tarnopolskiego, założona w 1651 r. Wieś liczy 767 mieszkańców.
Nie mylić z pobliską wsią (również w rejonie zbaraskim) Trawniewo, noszącą do 1964 roku nazwę Zarudzie (w II RP od 1934 w gminie Czernichowce).
W II Rzeczypospolitej miejscowość była do 1 października 1933 r. siedzibą gminy wiejskiej Zarudzie, następnie w gminie wiejskiej Kołodno w powiecie krzemienieckim województwa wołyńskiego. W tym czasie była zamieszkana głównie przez Ukraińców, jedynie kilka rodzin było polskich i żydowskich.
W lipcu 1943 roku ukraińscy nacjonaliści zabili wszystkich polskich mieszkańców i spalili ich domy.
Do 2020 w rejonie zbaraskim.